# Provident Label Group
Provident Label Group es una división de Sony Music Entertainment centrándose principalmente en la música cristiana.
Tiene su sede en Franklin, Tennessee.
El grupo se encarga de su distribución física a través de Provident-Integrity Distribution.
En 2014, anunciaban una alianza con Grupo CanZion para la distribución de material audiovisual en Latinoamérica y Estados Unidos, en colaboración con la división Provident Films

## Etiquetas
- Brentwood Records
- Essential Records
- Flicker Records
- Gray Matters
- Reunion Records
- Praise Hymn Soundtracks
- Provident Special Markets

## Artistas de Provident
- Annie Moses Band
- Brandon Heath
- Brooke Barrettsmith
- Casting Crowns
- Fireflight
- Glory Revealed II
- Jars of Clay
- John Waller
- Krystal Meyers
- Leeland
- Matt Maher
- Michael W. Smith
- Nevertheless
- Phil Stacey
- Pillar
- RED
- Revive
- Tal & Acacia
- Tauren Wells
- Tenth Avenue North
- Third Day